# أحمد شقرون الجزائري
أحمد بن محمد شقرون (15 مايو 1930 - 13 أكتوبر 2017)؛ فقيه ونحوي جزائري ومُفَسر للقرآن الكريم.

## نشأته
في 17 ذو الحجة 1348هـ الموافقِ لـ 15 مايو 1930 م، وُلِدَ الشيخ أحمد شقرون بقرية يبدر بلدية الشولي سابقا والوادي الأخضر حاليا ولاية تلمسان شمال غرب الجزائر. أدخله والده محمد شقرون كتاب قرية يبدر في السادسة من عمره وأتم حفظ القرآن في صباه.

## رحلاته لطلب العلم ودراسته
في سنة 1948 انتقل الشيخ إلى مدينة حاسي زهانة حيث درس القرآن بها قرابة سنة ثم انتقل بعدها إلى ضواحي ندرومة بقرية الحرايق فدرس بها ستة أشهر ثم انتقل إلى قرية سيدي داود ومكث فيها قرابة عام فحفظ القرآن حفظا جيدا على يد أحد شيوخها ثم انتقل إلى مدينة الغزوات فدرس على يد أحد شيوخها سلكة كاملة أي ختمة كاملة.
في سنة 1951 سافر الشيخ إلى المغرب لطلب العلم فتوجه إلى مدينة مكناس فدرس بمعهدها الشرعي من سنة 1951 إلى 1953 وقد درس هناك العلوم التالية:
- الفقه الإسلامي
- قواعد اللغة العربية من ألفية ابن مالك
- التوحيد من متن الجوهرة
- البلاغة
- الجغرافيا
- الرياضيات العامة.

ثم عاد بعدها إلى الجزائر فتوجه إلى مدينة وهران لطلب العلم فتتلمذ على يد الشّيخ الطيب المهاجي فدرس على يديه:
- الفقه المالكي من متن خليل ابن إسحاق
- البلاغة
- علوم اللغة العربية.

## التحاقه بالحركة الوطنيةوجيش التحرير الوطني
بعد عودته إلى الجزائر إلتحق الشيخ أحمد شقرون بالحركة الوطنية سنة 1954 ثم بصفوف جيش التحريرالوطني.

## نشاطه بعد استقلال الجزائر
ما بين سنة 1962 إلى غاية سنة 1987 عُين الشيخ بمناصب عديدة في سلك التعليم نذكر منها:
1969-1962	مدرس بمدارس مدينة سيدي بلعباس
1973-1969	اُستاذ التعليم المتوسط بسيدي بلعباس
1978-1973	اُستاذ التعليم الثانوي – ثانوية الحواس بسيدي بلعباس
1987-1978	اُستاذ بالمعهد التربوي لتكوين الأساتذة بسيدي بلعباس
1994-1990	اُستاذ مادة التربية الإسلامية بجامعة سيدي بلعباس.
وإلى جانب نشاطه في التعليم كان يُلقِي دروسا في التفسير بعدة مساجد بمدينة سيدي بلعباس.كما اشتغل كإمام خطيب بعد التقاعد خلال الفترات التالية:
1990-1987	إمام خطيب بمسجد ابن تيمية بسيدي بلعباس
1996-1995	إمام خطيب بمسجد السنة –مدينة تولوز – فرنسا.
كماعُين عضوا للمجلس العلمي بمدينة سيدي بلعباس.

## شهاداته وإجازاته
تحصَّل الشيخ أحمد شقرون على الشهادات والإجازات التالية:

### الشهادات
1971	شهادة ليسانس علوم اجتماعية من جامعة وهران.
1975	شهادة الكفاءة الأستاذية بمدينة سيدي بلعباس.

### الإجازات
- إجازة نظارة الشؤون الدينية لتكوين الأئمة بمدينة سيدي بلعباس
- إجازة من المعهد التربوي لتكوين أساتذة التعليم المتوسط بمدينة سيدي بلعباس
- إجازة من جامعة سيدي بلعباس للتكوين المتواصل
- إجازة من المعهد الإسلامي بباريس – فرنسا
- إجازة إمام خطيب من وزارة الشؤون الدينية بالجزائر.

تُوفي الشيخ يوم الجمعة 23 محرم 1439 الموافق ل 13 أكتوبر 2017 م.

## المؤلفات
الروضة الندية في شرح الأجرومية – دار الحمراء للنشر والتوزيع والإعلام – سيدي بلعباس الجزائر

## المحاضرات والخطب
ألقى الشيخ عدة محاضرات وخطب منها:
مكانة المرأة في الإسلام
ضوابط التجارة في الإسلام
غزوة بدر أسبابها وأحداثها ونتائجها
الثورة الجزائرية
معنى الاستقامة
دروس التفسير.
1. ↑  1 موقع الشيخ https://ahmedchakroun.com نسخة محفوظة 2019-12-07 على موقع واي باك مشين.